# Hiroshi Teshigahara
Hiroshi Teshigahara (勅使河原 宏?, Hiroshi Tashigahara; Tokyo, 28 gennaio 1927 – Tokyo, 14 aprile 2001) è stato un regista e sceneggiatore giapponese, noto per il film  La donna di sabbia (1964), candidato all'Oscar nel 1965, e The Face of Another (1966).
È noto per essere stato un regista indipendente e sperimentale appartenente alla Nuova corrente giapponese (ヌーベルバーグ, Nūberu bāgu); le sue opere riflettono il conflitto tra la tradizione giapponese e la ricerca del nuovo, comune a molti artisti della sua generazione. È stato anche maestro di ikebana e direttore della scuola Sogetsu fondata dal padre.
Sposatosi con Toshiko Kobayashi, ebbe due figlie.

## Biografia
Hiroshi Teshigahara nasce il 28 gennaio 1927, figlio maggiore di Sofu Teshigahara, fondatore della scuola di ikebana Sogetsu.
Nel 1944 si iscrive all'Università Nazionale delle Belle Arti di Tokyo, la principale scuola d'arte giapponese, e studia pittura in stile giapponese (nihonga), per poi passare tre anni dopo allo studio e alla pratica della pittura ad olio in stile occidentale.
In questi anni inizia ad interessarsi alle correnti del surrealismo e dell'avanguardia, tanto da formare un gruppo d'arte avanguardista denominato "Seiki no kai" (trad. lett.: Il gruppo del secolo), a cui prendono parte giovani artisti come il compositore Tōru Takemitsu, che in seguito lavererà alla produzione di diverse delle colonne sonore dei film di Teshigahara, e lo scrittore Kobo Abe, che avrà una profonda influenza nella sua carriera filmica e collaborerà con lui alla realizzazione di diversi lungometraggi.

## Carriera cinematografica
Hiroshi Teshigahara inizia la sua carriera negli anni Cinquanta lavorando come assistente del regista Kamei Fumio. Il suo esordio dietro la macchina da presa avviene nel 1953 con il documentario Hokusai (北斎), sull'omonimo pittore (1760-1849) di ukiyo-e vissuto in epoca Tokugawa. In questa produzione Hiroshi si ispira ai film neorealisti europei, adottando forti giustapposizioni di luce e ombre; questa scelta diventerà poi una delle caratteristiche dei lavori più tardi.
Nel 1958 inaugura con altri giovani cineasti il laboratorio cinematografico indipendente Cinema 57, e produce il suo primo film sperimentale, Tokyo 1958 (東京1958). L'anno successivo si reca negli Stati Uniti e in seguito all'incontro a New York con un fotografo sportivo realizza il documentario sul pugile portoricano José Torres (ホゼー･トレス, 1959). Questo film segna l'inizio della "nuova ondata" cinematografica giapponese, simile alla Nouvelle vague per i suoi tratti documentaristici e critici.

### 1958-1968: La collaborazione con Abe Kobo
Dopo l'esordio nei suoi primi lavori documentaristici, Teshigahara viene attratto dalle tendenze surrealistiche che animavano gran parte del mondo artistico a lui contemporaneo. Con lo scrittore Abe Kobo, conosciuto già da studente nel gruppo artistico Seiki no kai e col quale condivide le teorie marxiste e surrealiste, avvia una stretta collaborazione nella fortunata serie di film a soggetto prodotti dall'indipendente Teshigahara Productions, fondata nel 1962.
Teshigahara mette su pellicola le suggestioni che Kobo descrive nei suoi libri, come le allogorie sulla caoticità dell'esistenza umana alienata e affetta da incomunicabilità, le dimensioni labirintiche e la deriva dei personaggi inevitabilmente in balìa della sorte. Teshigahara trasferisce queste trame allegoriche sulla pellicola e per dare realismo alle idee di Kobe, Teshigahara fa ricorso a due stratagemmi: l'utilizzo della luce, con cui crea atmosfere suggestive attorno ai diversi personaggi, e la tecnica del bianco e nero, che aumenta l'idea della dimensione surreale e claustrofobica immaginata da Kobe.
Il risultato a cui approda sono quattro film: Otoshinana (1962), La donna di sabbia (1964), The face of another (1966) e The ruined map (1968). Le pellicole hanno in comune il tema della società contemporanea giapponese e della sua identità, messa in discussione dal confronto con l'Occidente. I film vengono acclamati anche a livello internazionale per le loro atmosfere criptiche e l'approccio avanguardista al suono e alla scenografia. In seguito, attratto anche da altre forme artistiche d'avanguardia, Teshigahara si allontana dalla produzione di lungometraggi per dedicarsi in particolar modo all'ikebana e alla ceramica, ponendo fine alla collaborazione con Kobo.

#### Otoshihana
Il primo frutto della collaborazione fra Teshigahara e Kobo è il lungometraggio Otoshiana (おとし穴) (1962), tratto da una sceneggiatura televisiva di Abe Kobo. La storia inizia con una serie di omicidi in una miniera apparentemente deserta. L'assassino, che agisce con il fine di entrare in possesso della miniera di carbone del suo rivale in affari, porterà a termine il suo intento mentre gli spiriti delle vittime dei suoi delitti, visibili allo spettatore, assistono inermi.
Il film è un'allegoria della disperazione e dell'impotenza della gente comune, vessata dalle grandi imprese e dai potenti che rincorrono solo i propri interessi. Teshigahara e Kobe fondono la critica del realismo socialista con il dramma soprannaturale, e il risultato è un film crudo che ritrae la lotta tra classi e le condizioni di lavoro nel dopoguerra nel Giappone industrializzato.
Con Otoshihana Teshigahara si aggiudica il NHK Award come miglior nuovo regista.

#### La donna di sabbia
Quando nel 1962 Abe pubblicò il suo romanzo La donna di sabbia, Teshigahara gli chiese di adattarlo per lo schermo. L'omonimo film, uscito due anni dopo, divenne uno dei più famosi degli anni Sessanta, oltre che il più famoso del regista, conferendogli notevole notorietà a livello internazionale. La donna di sabbia ricevette il Premio speciale della giuria al Festival di Cannes del 1964 e nello stesso anno venne nominato come miglior film in lingua straniera agli Academy Awards.
La storia è incentrata sulla kafkiana vicenda di un entomologo che si ritrova prigioniero in una capanna abitata da una donna sola, situata in fondo a una fossa di sabbia e senza via di scampo. Quando l'uomo si rende conto della terribile situazione in cui si trova tenta di fuggire, ma invano, finendo poi con l'accettare la sua condizione di prigioniero della buca. Il risultato è una fusione tra il fantastico e il reale, entrambi espressi con dovizia di simboli e allegorie. La storia dell'uomo dapprima angosciato per lo stato di prigionia in cui è costretto e in cerca di una via di fuga, poi coinvolto completamente dalla sua missione quotidiana nella buca, rappresenta una parabola dell'esistenza stessa, qui ricondotta alle sue componenti primordiali: il cibo, l'acqua, il sesso e la necessità di sopravvivere.
La fotografia di Segawa Hiroshi e le musiche astratte di Takemitsu Toru, amplificano l'intensità emotiva del mondo onirico e surreale descritto da Teshigahara.

#### The Face of Another
La successiva collaborazione con Abe Kobo è il film The Face of Another (他人の顔 Tanin no Kao), uscito nel 1966 e sempre tratto da un famoso romanzo dello scrittore, Il volto dell'altro, scritto nel 1964. Il film tratta il tema dell'alienazione e dell'isolamento: racconta la storia di uno scienziato, la cui faccia è deformata a causa di un incidente da laboratorio, e di come cambia il suo rapporto con se stesso e con la società dopo l'incidente. Il montaggio del film trasmette la frammentazione psicologica e la complessità del personaggio creato dallo scrittore.

#### The Ruined Map
The Ruined Map (燃えつきた地図, Moetsukita Chizu) del 1968 è l'ultimo lungometraggio realizzato in collaborazione con Kobo.
Il protagonista del film è un detective privato assunto da una donna per cercare il marito scomparso. Mentre si svolge l'indagine, varie persone che si collegano al caso scompaiono, una dopo l'altra. A poco a poco, il detective comincia a identificarsi con la persona di cui è alla ricerca, e si sente perso in una città rappresentata come uno spazio labirintico, nel quale i personaggi sono intrappolati, alla deriva, senza una destinazione chiara e senza una mappa per potersi orientare. La posizione della telecamera, l'angolo e la distanza vengono usate per rendere questo senso di disorientamento, catturando lo spazio labirintico della città e il senso di deriva e alienazione che affligge i suoi abitanti. L'uomo senza una mappa è anche il primo lungometraggio di Teshigahara girato interamente a colori. Sfruttando in modo completo le potenzialità del colore, Teshigahara crea ulteriori fonti di significato all'interno dell'immagine cinematografica.

### 1972-1984: Ritorno ai documentari
Nei primi anni Settanta Teshigahara si dedica alla realizzazione di programmi televisivi e ritorna ad occuparsi di documentari. Il film Summer Soldiers (サマー・ソルジャー), uscito nel 1972, per lo più con attori non professionisti, è vicino allo stile del cinema verità, documentaristico. Realizzato con lo sceneggiatore John Nathan, un traduttore i cui scritti sul Giappone includono una biografia di Mishima Yukio, narra le vicende di un cantante folk-rock del Kentucky di stanza in Giappone, che diserta per sfuggire alla guerra del Vietnam, ed è incentrato sullo scontro culturale tra i disertori e i giapponesi che cercano di aiutarli. Può essere letto come un film contro la guerra, ma anche sull'isolamento e la solitudine, rappresentata da un uomo catapultato in un paese di cui conosce poco, incapace di parlarne la lingua, preoccupato della propria sopravvivenza.
Nel 1980, dopo diversi anni durante i quali il suo interesse si concentra su altre forme artistiche, Teshigahara ritorna al cinema con il documentario Antoni Gaudí (アントニー・ガウディー), concluso nel 1984. Il regista era rimasto folgorato dalle costruzioni dell'architetto catalano durante un viaggio in Spagna con il padre nel 1955. Visitare Casa Milla gli fece comprendere che le arti comunicavano fra di loro, non erano limitate in confini prestabiliti; dopo un suo secondo viaggio a Barcellona, il progetto su Gaudì, concentrato principalmente sulla chiesa della Sagrada Familia e sul Parco Güell di Barcellona, venne completato.

### 1992: Gli ultimi film
Nel 1992 Teshigahara produce il suo primo film ad alto budget Rikyu (利休), sulla vita del grande maestro della cerimonia del tè Sen no Rikyu, venerato fondatore della Scuola Sen di Cha-no-yu (acqua calda per il tè). Il film di Teshigahara è basato su un romanzo di Yaeko Nogami, Hideyoshi e Rikyu del 1963, che tratta dell'amicizia e dei successivi conflitti tra Hideyoshi e il suo servitore. Il film, un excursus sulla politica culturale giapponese del XVII secolo, registra un trionfo commerciale. Accuratissima nelle scenografie e nei costumi, l'opera filmica - a detta di Teshigahara - si fonda sui lavori intrapresi nel campo delle ceramiche, delle composizioni floreali, delle sculture e nello studio della storia giapponese e della cerimonia del tè: senza queste premesse non avrebbe mai potuto realizzarsi.
L'ultimo film di Teshigahara, Princess Goh (豪姫) del 1992, è un sequel di Rikyu che descrive la relazione problematica di Hideyoshi con la figlia del suo nuovo maestro del tè. Opera di grande bellezza visiva, in cui i paesaggi e gli interni sono inondati di fiori, vince il Premio per il miglior contributo artistico al Montreal World Film Festival e il Premio del Ministro dell'Istruzione.
Nel 1992 il regista viene premiato dall'Imperatore del Giappone con un'alta distinzione: la Shinju Hosho, o Purple Ribbon Medal. Nel 1996, la Francia gli conferisce il Grand Culture Prize.

## Filmografia
- Hokusai (北斎) (1953)
- 12 Photographers (十二人の冩真家) (1955)
- Ikebana (いけばな) (1957) - Regista e sceneggiatore
- 有楽町０番地 (1958) - sceneggiatore
- Tokyo 1958 (東京1958) (1958)
- 海は生きている (1958)
- José Torres (ホゼー･トレス) (1959) - Regista e shooting
- Otoshiana (おとし穴) (1962) - Regista
- La donna di sabbia (砂の女) (1964) - Regista
- White Morning (白い朝) (1965)
- Jose Torres Part II (ホゼー･トレス Part II) (1965)
- Il volto di un altro (他人の顔 Tanin no Kao) (1966) - Regista
- Bakusō (爆走) (1966)
- インディレース 爆走 (1967) - Produttore
- The Man Without a Map (燃えつきた地図 Moetsukita Chizu) aka The Ruined Map (燃えつきた地図) (1968) - Regista
- 240 Hours in One Day (1日240時間) (1970)
- Summer Soldiers (サマー・ソルジャー) (1972) - Regista, pianificazione e shooting
- Warera no Shuyaku (われらの主役) (1977) - TV film
- Shin Zatōichi - Episode: Journey of Rainbows (新座頭市「虹の旅」) (1978) - TV film
- Shin Zatōichi - Episode: Journey of Dreams (新座頭市「夢の旅」) (1978) - TV film
- Sculpture Mouvante - Jean Tinguely (動く彫刻 ジャン･ティンゲリー) (1981)
- Antonio Gaudi (アントニー・ガウディー) (1984) - Regista, produttore ed editing
- Rikyu (利休) (1989) - Regista, produttore e sceneggiatore
- Princess Goh (豪姫) (1992) aka Basara - The Princess Goh - Regista, produttore e sceneggiatore

## Maestro di Ikebana
Sin dai primi giorni della sua infanzia Teshigahara entra in contatto con i lavori di ikebana del padre Sofu Teshigahara e vive in un'atmosfera ricca di influssi artistici. Alla morte del padre nel 1979, la sorella minore di Teshigahara, Kasumi, gli succede nella direzione della scuola, prendendo il nome di secondo iemoto o gran maestro, Teshigahara II. Alla morte inaspettata della sorella nel 1980, il ruolo di iemoto passa a Hiroshi, che diviene Teshigahara III. Esponente di quella generazione ribelle che aveva messo in discussione la struttura gerarchica della vita sociale giapponese, egli si trova improvvisamente a capo di una delle organizzazioni più rappresentative di questa cultura, molto lontana dallo stile della pittura d'avanguardia occidentale al quale si era avvicinato.
Seguendo l'esempio del padre Sofu, Hiroshi Teshigahara rimane colpito sia dall'espressività scultorea dei fiori, che dalla loro bellezza naturale, e attraverso le sue molte opere cerca di esplorare i limiti estremi dell'ikebana, facendo propria questa forma d'arte. Se generalmente all'ikebana viene attribuita una certa rigidità, perché retta da precisi canoni, Sogetsu sostiene che dopo aver appreso le regole, i praticanti hanno la libertà di romperle. Gli elementi utilizzati non devono essere strettamente di origine organica: egli dà vita non solo alle piante, ma anche alle rocce, ai rottami metallici e ad altri oggetti inanimati. Applicando all'ikebana i principi dell'avanguardia, che lo portano ad ingigantire le sue opere e incorporare interi alberi, strutture di bambù e oggetti di uso quotidiano,Teshigahara viene fatto oggetto di diverse critiche, come quelle di chi giudica la sua opera pretenziosa, e in alcuni casi persino contraria allo spirito originale di quest'arte antica.
Egli manifesta particolarmente la sua creatività in enormi installazioni di bambù che saranno esposte nel corso degli anni in importanti sedi internazionali: il National Museum of Contemporary Art di Seoul, in Corea (1989), il Palazzo Reale a Milano, Italia (1995), il Kennedy Center di New York (1996). Le sue opere riscuotono un grande successo e vengono acclamate sia all'estero che in Giappone come espressioni artistiche che vanno oltre i confini dell'ikebana.
Negli anni Novanta l'artista amplia la gamma di Ikebana sostenendo il Renka, una serie di improvvisazioni di Ikebana realizzate da più artisti.
Alla sua morte, avvenuta il 14 aprile 2001, la secondogenita Akane Teshigahara gli succede a capo della Sogetsu come quarta iemoto.

## Altre attività

### Centro Artistico Sōgetsu
Mentre si occupava di cinema, Teshigahara progettò una struttura per spettacoli alternativi a Tokyo, il “Centro Artistico Sōgetsu”, inaugurato nel 1958. Finché ne mantenne la direzione, cessata nel 1971, tale centro, aperto ai giovani artisti di talento e dedicato alla promozione di attività espositive e di performance in tutti i settori artistici, divenne il fulcro della scena culturale giapponese: vi venivano presentati spettacoli di danza, animazione, teatro, musica e persino programmi televisivi sperimentali; venne anche utilizzato come base di incontro e discussione tra artisti e intellettuali. Agli eventi musicali in programma parteciparono sia artisti giapponesi, come Toru Takemitsu e Toshi Ichiyanagi, che autori stranieri come John Cage e David Tudor, che grazie a queste attività furono conosciuti per la prima volta in Giappone. Come direttore del Centro Artistico Sōgetsu, Teshigahara divenne una figura centrale nelle avanguardie internazionali, un ruolo che tornò ad assumere due decenni dopo come produttore di eventi in Giappone ed Europa per la cerimonia del tè non tradizionali.

### Ceramista e Scenografo
Artista a tutto tondo, Teshigahara si dedicò anche alla realizzazione di ceramiche e alla scenografia. Nel 1972 la sua carriera subisce un'ulteriore svolta, in seguito alla visita di uno studio di ceramica a Echizen, nella prefettura di Fukui. Attingendo nuovamente dalla pratica di famiglia di sviluppare vecchie forme in modi nuovi, egli fa costruire un forno in questo antico sito di ceramiche, noto fin dai tempi antichi, e comincia a realizzare pentole in argilla, cercando in questa pratica un sollievo dalle pressioni della vita a Tokyo. Nel 1973, influenzato anche dai buoni auspici del Sogetsu, fonda - sempre a Echizen - il "Sogetsu Ceramic Kiln". Mentre progetta le sue strutture di bambù, inizia a sperimentare l'utilizzo di contenitori di ceramica di grandi dimensioni in cui sistemare i fiori. Per più di un decennio, Teshigahara dedica quasi ogni momento libero allo studio della ceramica, invitando molti tra i migliori ceramisti tradizionali giapponesi a recarsi a Echizen per lavorare con lui.
Come scenografo lavora sia in Giappone che all'estero, assumendo la direzione teatrale ed artistica di spettacoli come l'opera Turandot, rappresentata a Lione nel 1992, e a Ginevra nel 1996. Nel 1996 si occupa dell'allestimento di una rappresentazione originale di Susanô al Festival del teatro di Avignone, e nel 1999 di Sloka della Chandralekha Dance Company. La sua direzione scenica e la sua arte, la cui componente principale era costituita dal bambù, vennero accolte con entusiasmo dal pubblico.